# Saphobius fuscus
Saphobius fuscus är en skalbaggsart som beskrevs av Thomas Broun 1893. Saphobius fuscus ingår i släktet Saphobius och familjen bladhorningar. Inga underarter finns listade i Catalogue of Life.